# Honda FR-V
FR-V je kompaktni jednovolumen, kojeg proizvodi marka Honda, a u prodaji se nalazi od kraja 2004. godine.
Nudi mjesta za šest osoba u dva reda sjedala, te je uz Fiat Multiplu trenutačno jedini kompaktni minivan s 3+3 konfiguracijom sjedala. FR-V pokreću dva benzinska i jedan dizelski motor. Od benzinaca manji ima obujam od 1.7 litara i snagu od 125 KS, a veći iz obujma od 2 litre izvlači 155 KS. Dizelski motor ima obujam od 2.2 litre i razvija snagu od 140 KS.

## Vanjska poveznica
- Honda Hrvatska  Arhivirana inačica izvorne stranice od 14. svibnja 2005. (Wayback Machine)